# Новая Польша
Новая Польша — русскоязычное издание о Польше, освещающее вопросы политики, общества, истории, культуры, литературы. С сентября 1999 года выходило как ежемесячный журнал. В 2019 году прекратился выпуск бумажного издания и был открыт интернет-портал. В 2020 году редакция запустила украиноязычную версию сайта. В том же году возобновился выпуск бумажной версии (периодичность — два раза в год).

## История
У истоков журнала стоял известный польский журналист Ежи Гедройц, главный редактор журнала «Kultura», издававшегося польской эмиграцией в Париже. В своём обращении к авторам и читателям журнала, открывавшем первый номер, Гедройц отмечал:

…Как среди поляков, так и россиян бытуют деформированные представления друг о друге. Высокой целью Вашего журнала будет привлечение людей доброй воли с обеих сторон, для того, чтобы изменить такое положение вещей. Ближе узнать друг друга и вместе искать пути не только нормализации, но и сотрудничества…
«Новая Польша» возникла как до некоторой степени полемический жест по отношению к журналу «Польша», который издавался в Польской Народной Республике государственным агентством «Interpress» с 1954 года и до конца 1970-х гг. на девяти языках, в том числе на русском, и достигал тиража 350 тысяч экземпляров. Новый журнал не только не является органом государственной пропаганды, но и рассчитан, в отличие от своего предшественника, на менее многочисленного интеллигентного читателя: по словам многолетнего главного редактора «Новой Польши» Ежи Помяновского, журнал

…рассчитывает также на заинтересованность со стороны молодежи; ей нет дела до былых обид и каких-то не сведенных счетов; до старых ран и трагедий. С этой молодежью поляки хотят сесть за чистый стол. Но чтобы сесть за него вместе, надо хоть что-то знать друг о друге. А знаем мы слишком мало. Хуже того: наши знания — порой плод уродливых стереотипов и дезинформации. Но одно мы знаем точно: нас разделяет только дурное прошлое. И дело в том, чтобы оно уж никогда не повторилось.
До конца марта 2010 года журнал издавала Национальная библиотека Польши, с 1 апреля 2010 года — Институт книги. В редакционный совет журнала входили Стефан Братковский, Наталья Горбаневская, Ежи Клочовский, Кароль Модзелевский, Януш Тазбир, Станислав Чосек и другие.
С 2019 г. работа над сетевой «Новой Польшей» передана Центру польско-российского диалога и согласия, главным редактором стал Эрнест Выцишкевич, сменивший последнего главу печатного журнала Петра Мицнера. Деятели русской и польской культуры выразили озабоченность и протест по этому поводу, квалифицировав это как разгром проекта. В 2019 году на сайте «Новой Польши» были опубликованы статьи Сергея Шарова-Делоне, Олега Сенцова, Адама Даниэля Ротфельда, Дмитрия Быкова, Халины Биренбаум, Томаса Венцловы, Дениса Казанского, NEXTA, стихи Чеслава Милоша, Яцека Качмарского, Виславы Шимборской, тексты Давида Самойлова, Станислава Лема, Юзефа Чапского, Станислава Ежи Леца и других. 31 августа 2020 года редакция открыла украиноязычную версию сайта, где были опубликованы статьи Мирослава Мариновича, Сергея Жадана, Ярослава Полищука, Виталия Портникова, интервью с Богумилой Бердыховской.
В июне 2024 года доступ к сайту журнала в России был заблокирован.

## Специфика журнала
«Новая Польша» субсидируется Министерством культуры, национального наследия и спорта Польши.
Около одной трети объёма каждого номера занимают тексты, перепечатанные из польской прессы. Значительное место уделено поэзии: в переводах Натальи Горбаневской, Асара Эппеля и других известных переводчиков журнал публиковал сочинения Станислава Баранчака, Кшиштофа Камиля Бачинского, Виктора Ворошильского, Эвы Липской, Чеслава Милоша, Яна Твардовского и других крупнейших польских поэтов XX века. На страницах журнала обозревается польская литературная и культурная периодика. Существенное место в журнале занимает публицистика. Среди авторов есть группа русских профессоров и писателей, а также польские публицисты самых различных направлений.
Бо́льшая часть тиража рассылается представителям интеллигенции из России, Украины, Беларуси, в публичные и университетские библиотеки, а также в отделения русистики и славистики в университетах Западной Европы и США. Ранее небольшое количество распространялось в сети книжных магазинов «EMPIK» в Польше.
«Новая Польша» совместно с московским издательством «МИК» опубликовала несколько книг в серии «Библиотека журнала „Новая Польша“».

## Инцидент 2010 года
В марте 2010 года по инициативе Станислава Куняева прокуратура Москвы начала расследование обвинений журнала в экстремизме. По мнению главного редактора журнала Ежи Помяновского, это была «попытка торпедировать встречу премьер-министров Дональда Туска и Владимира Путина в Катыни», которую предпринимает «наиболее крайняя группа шовинистов, расистов и последователей русского сталинизма».